# 紅頭山
紅頭山（達悟語：Jikakurinam），位於台灣臺東縣蘭嶼鄉椰油村，近東清村邊界的一座山峰，峰頂海拔552公尺，為台灣小百岳之一。該山峰地處椰油溪、椰油南溪、漁人溪與東清溪的分水嶺上，立有一等三角點及三等三角點696號，是蘭嶼的最高峰，亦為臺灣所有離島中的最高峰。